# Атбашинска котловина
Атбашинската котловина (на киргизки: Атбашы өрөөнү; на руски: Атбашинская котловина) е междупланинска котловина в централната част на Киргизстан (Наринска област), разположена във Вътрешен Тяншан, южно от долината на река Нарин. Простира се от запад-югозапад на изток-североизток, като на юг е ограничена от хребета Атбаши, на северозапад – от хребетите Байбичетау и Каратау, а на североизток – от хребета Наринтау. Дължина 120 km, ширина до 20 km, надморска височина от 2000 m в централната част до 2400 m по периферията. Отводнява се от река Атбаши (ляв приток на Нарин) и левият ѝ приток Каракоюн. Дъното ѝ е покрито с неогенови и кватернерни наслаги. Заета е от полупустинни и степни ландшафти. Има слабо развито земеделие. В нея са разположени около 20 села, най-голямо от които е районният център Атбаши.

## Топографска карта
- К-43-Г М 1:500000[2]